# 지리학의 역사
지리학의 역사는 지리학 발전의 역사이다. 지리학의 근본적인 발상은 "남의 땅은 어떻게 되어 있는가?"이다. 이 요구는 이미 인류가 아직 문명의 상황에서 벗어나 때 필연적으로 발생 수 있었던 것이라고 할 수 있지만 글로써 확인할 수 있는 지리학의 발상지는 고대 그리스이다. 지리학의 명칭인 geo (토지) graphia (표시)는 에라토스테네스 등 당시의 알렉산드리아 학파에 의해 붙여진 것으로 생각되고 있지만, 이것도 그런 다른 지역을 연구한다는 의미에서 붙여졌다. 지리학은 학문으로서의 철학과 동등한 인류 최고의 학문이었다.

## 바빌론
가장 오래된 것으로 알려진 세계지도는 기원전 9세기 고대 바빌론까지 거슬러 올라간다. 하지만 가장 잘 알려진 바빌론의 세계지도는 기원전 600년에 제작된
Imago Mundi
이다. 에크하르트 웅거가 복원한 이 지도에는 아시리아, 우라르투와 몇몇 도시가 있는 둥근 육지에 둘러 싸인 유프라테스강 위의 바빌론이 있다. 이 육지는 대양이 둘러싸고 있다. 7개의 섬이 대양 주위를 따라 모서리가 7개인 별을 이룬다. 이 지도에 쓰인 글귀에는 대양 바깥에 있는 7개의 지역이 언급되어 있다. 이 중 5개의 지역에 대한 설명이 지금까지 남아있다. 더 예전에 제작된 기원전 9세기의 바빌로니아의 세계지도에는 Imago Mundi와 대조적으로, 바빌론이 세계의 중심에서 더 북쪽에 그려져 있다. 중심이 무엇을 나타나고자 했는지는 분명치 않지만 말이다.

## 그리스 로마 시대

### 헬레니즘 시대
글로써 확인 가능한 첫 번째 지리학자는 호메로스이다. 호메로스는 뛰어난 시인으로도 유명하다. 그는 먼 지역의 모습과 바다의 모습 등 우수한 문학적인 감각으로 가지고 표현하고있다. 그러나 이것은 현대에서 본 해석이며, 호머 자신은 어디까지나 시를 지은 것이었고, 지리학자로서의 자각은 없었다고 생각된다. 처음 지리학자으로서의 자각을 갖게 된 것은 밀레토스의 헤카타이오스이라고 생각된다. 그는 세계관 연구에 큰 관심을 보이고, 아마 그리스 시대 최초의 지리서 "페리에게시스"을 보여, 세계지도를 그리고 지구는 둥글다고 생각했다. 그는 지리학의 아버지 으로 간주되고있다. 그 제자인 역사가 헤로도투스도 지리학에 대한 업적을 남겼다. 멀리 다른 나라의 모습을 설명했다. 그의 설명은 이집트에서 바빌로니아까지 모습이 나와있어 당시의 그리스로 보면 헤로도도스 묘사는 역사서이기도 하지만, 중요한 설명서이고 지리학적인 업적도 가지고 있는 것이다.
아낙시만드로스 (기원전 610년 경 -기원전 545년 경)는 후대 그리스 작가들이 지리학의 진정한 창시자로 여기는 사람이었다. 그의 아이디어는 후대 학자들의 인용을 통해 확인할 수 있다. 아낙시만드로스는 해시계 침을 발명하여 이전보다 단순하고 효율적으로 그리스인들이 위도의 측정을 가능케 하였다. 또한 탈레스는 일식을 예측한 사람으로 인정받고 있다. 최초로 예술과 과학의 방식으로 지리학을 바라보았던 그리스인들은 지도학, 철학, 문학, 수학을 통해서 지리학을 탐구했다. 누가 처음으로 지구가 구형이라고 했느냐에 관한 여러 주장이 있다. 파르메니데스나 피타고라스가 이 주장을 처음으로 한 것으로 보인다. 아낙사고라스는 식을 설명하면서 지구의 윤곽이 둥글다는 것을 보였다. 하지만 동시대의 많은 사람들이 그랬던 것처럼, 여전히 그는 지구는 편평한 원반이라고 믿었다. 고대에 지구의 반지름을 구한 사람에는 에라토스테네스가 꼽힌다.
최초로 엄밀한 위선과 경선 체계를 도입한 사람은 히파르코스였다. 그는 바빌로니아의 수학에서 유래한 60진법을 사용했다. 위선과 경선은 360°로 세분화했으며, 또 각각 60'(분)으로 세분화하였다. 지구상의 제각기 다른 위치에서 경도를 측정하기 위해, 그는 시간의 상대적인 차이를 결정하기 위해 식현상을 이용하자고 제안했다. 새로운 땅을 탐험한 로마인에 의한 넓은 범위의 지도 제작은 나중에 프톨레마이오스가 지도책을 제작하는 데 높은 수준의 정보가 되었다. 그는 이 지도에서 1도를 90.9킬로미터로 하고 격자 체계를 사용했다. 히파르코스의 작업에서 더 나아간 것이었다.

### 로마 시대
로마의 지리학은 스토라보, 쿠라우디오스, 프톨레마이오스로 대표된다. 고대 로마 시대는 고대 그리스보다 더 정확하고 과학적으로 지리학을 연구하게 된다. 스토라본 지리지를 보여주고 민족의 이동과 사회 제도에 계정을 남겨두었으며 프톨레마이오스는 당시의 수학과 천문학의 성과를 최대한으로 살려 각국의 지리와 위치 연구에 큰 업적을 남겼다. 그들이 남긴 업적은 이후 중세까지 영향을 주었다.

## 중세 유럽
중세 유럽은 지리학에 많은 학문과 마찬가지로 암흑의 시대였다고 할 수 있다. 한때 그리스 사람이 생각하고 있던 것 같은 천체의 지구는 부정되고 기독교적으로 지구가 평평하다는 것과 마찬가지로 후퇴하였다. 중세에 업적을 남긴 것은 많은 과학자와 마찬가지로 기독교 유럽 문명이 아니라 이슬람 문명 하에서이다. 이슬람에서는 이븐 바투타 같은 대형 여행가가 나오고, 동부 아프리카에서 남부 러시아, 심지어 중국까지 세계관을 확장했다. 그들 이슬람 학자가 남긴 객관적인 세계의 묘사는 이후 기독교 문화권에도 소개된다. 이 시대에 공통적으로 말할 수 있는 것은 이 시대의 지리학적인 업적은 역사와 사회 제도 등의 지리학의 확대이며, 자연 과학에 의거한 일반적 지리의 발전은 거의 없었다는 것이다. 이 일반 지리의 발전은 이후 르네상스까지 없었다.

## 중세 이슬람 세계의 지리학
중세시대에는 로마 제국의 붕괴에 의해 유럽보다는 이슬람 세계에서 지리학의 발전이 두드러졌다. 무함마드 알 이드리시와 같은 무슬림 지리학자는 상세한 세계지도(예: Tabula Rogeriana)를 제작하였다. 야쿠트 앗 하마위, 아부 라이한 비루니, 이븐 바투타, 이븐 칼둔과 같은 다른 지리학자들은 상세하게 기록한 그들의 여행기와 지역을 방문한 지리지를 썼다. 터키의 지리학자 마흐무드 알 카슈가리는 언어에 따른 세계지도를 그렸고 이는 피리 레이스 지도에도 반영되었다. 또한 이슬람 학자들은 그리스인과 로마인의 연구 결과물을 해석하였다. 이를 위하여 바그다드에 지혜의 집을 설립했다. 발흐에서 이름을 딴 아부 자이드 알 발히는 지도 제작 학교인 "발히 학교"를 바그다드에 세웠다. 10세기 후반의 무슬림 지리학자인 수흐랍은 지리 좌표에 대한 책을 저술했다. 등거리 원통 도법을 이용한 직사각형 세계지도를 만드는 방법이 담긴 책이었다.
아부 라이한 비루니(976-1048)는 천구의 극 정거방위도법에 대해 처음으로 저술한 사람이다. 그는 도시를 지도로 나타내는 것과 도시 사이의 거리를 나타내는 데 능한 사람이었다. 그가 중동과 인도 아대륙을 나타내는 동안에 그랬다. 위도와 경도를 이용하여 위치를 정확히 나타내는 방법을 고안할 때, 그는 천문학적인 관측과 수학적인 방정식 풀이를 동원했다. 이와 비슷한 기술을 산의 높이, 계곡의 깊이, 그리고 수평선이 퍼지는 길이를 측정할 때도 고안했다. 그는 인문지리학과 지구의 거주 가능성에 대해서도 연구했다. 그는 태양의 남중고도를 바탕으로 화레즘 지방의 카스의 위도를 계산하였다. 지구의 둘레를 정확히 구하기 위해 측지학적인 방정식을 풀기도 했다. 이 둘레 값은 현대에 측정한 것과 유사하다. 그는 지구 반지름이 6339.9km라고 추정하였는데, 그의 추정치는 6356.7km인 현대 측정치와 16.8km정도만 차이가 났다. 2개의 다른 장소에서 동시에 해를 관측하며 지구 둘레를 측정한 그의 전임자와는 대조적으로, 알 비루니는 보다 정확한 측정값을 얻을 수 있었다. 평야와 산 정상 사이의 각도를 가지고 삼각법의 고안으로 지구 둘레를 더 정확하게 측정할 수 있게 되었다. 둘레를 하나의 장소에서 혼자 측정하는 것도 가능해졌다.

## 마르코 폴로
르네상스 이전에 대 여행가 마르코 폴로에 대해서도 언급하지 않으면 안된다. 마르코 폴로는 아시아 각지를 순방하고 원나라에 대한 기록 등 동양에 기록을 남긴 사람이다. 동방견문록은 유럽인이 그때까지 잘 몰랐던 아시아에 대해 알게 되었고, 그들의 지도에도 포함되었다. 하지만 학문의 발전은 적었고, 지리학의 역사의 관점에서는 유럽인의 세계관 확대라는 실적 밖에 남길 수 없었다.

## 대항해 시대
르네상스는 그동안 오랫동안 정체되어 지리학도 발전의 조짐을 받게 되었다. 르네상스의 산물이라고도 할 수 있는 다음의 대항해 시대는 "지리적 대발견의 시대"라고도한다. 1492 ~ 1522년에 걸쳐 콜럼버스, 바스코 다 가마, 마젤란 등 역사적으로 위대한 업적을 남긴 항해자들에 의해 당시 최첨단의 항해술을 이용하여 지금까지 유럽과 아프리카 북부, 아시아의 일부분만 알려졌던 않은 유럽의 지식은 지난 수십 년 동안 전세계에 도달한 것이다. 이 세계관의 극적인 확대는 지도에도 큰 변화를 가져왔다. 이 시대에는 지도를 그리는 투영법의 발달을 가져왔다. 또한 당시 발명된 인쇄술은 그동안 귀족들의 사치품에 지나지 않았다. 지도가 일반에의 보급되었다는 것도 지도의 발전에 큰 의미를 가지고 있었다. 또한 인쇄술은 고대 로마의 지리학자 프톨레마이오스의 "지리서"의 보급에 중점을 두었다. 이 글을 통해 사람들은 수학적으로 즉 위도와 경도라는 것이 유용성을 인정하여 이것을 이용해 위치를 찾는 것을 이용했다. 이것도 이 시대의 지리적 발견이라 할 수 있다.
이 시대의 지리 서적이라고하면 Sebastian Munster우주 잡지)이다. 이것은 세계관의 확대를 통해 가능 해졌다, 이름 그대로 온갖 지구와 우주를 포함하여 세계를 포괄적으로 설명하려는 시도에서 사람들의 관심을 지리학으로 돌리고 여러 버전을 거듭 정도의 성황이었다. 또한 지구의 모습을 총체적으로 파악할 수 있게되고, 그때까지 유럽에는 믿을 수 있지 않았던 열대의 존재도 포함되게 기후 구분을 시도도 행해지게 되어 갔다. 당시의 과학의 발달하지 않아서이지만, 아직 확실히는 말할 수 없는 세계에 대한 지식도 함께 과장이 되어 갔다. 그러나 사람의 지리에 대한 지식 향상에 기여한 것도 사실이다.
그러나 "지리상의 대발견"라고 이 시대의 지리학도 지리적 시야의 확대와 위도 경도의 효과, 나아가 기후와 지형을 파악했던 것이 이루어졌지만, 그러나 현대의 과학적인 지리학적 입장에서 보자면 단순한 지역의 설명에 그치고있다 할 수 있다. 왜냐하면 아직 지리학을 과학적으로 분석하고 해명하는만큼 자연 과학이 발달하지 않았기 때문이었다. 그래서 대항해 시대의 특징은 유럽인의 지리 지식의 확대에 마감, 지리학의 학문적 발전에 별로 기여하지 못했다는 것이된다.

## 근대 시대
현재 알 수 있는 지리학 내용의 대부분은 근대 이후에 만들어졌다. 이 근대 지리학의 성립을 촉진시킨 것은 고대부터 점진적으로 확대하고, 대항해 시대에 전 세계로 확대되는 세계관, 혹은 각각의 지리 지식과, 물리학 및 천문학, 수학 등 자연 과학의 발달과 그에 따른 관측 기기의 발달을들 수있다. 근대 이전에는 지리와 같은 기술은 집적되어도 그것을 과학적으로 분석 파악하는 행위는 하고 싶어도 할 방법이 없었던 것이다. 따라서, 지리학은 현대에서 보면 지표 공간의 묘사가 그 목적이며, 그 이상의 가능성을 찾는 것이 어려웠을 것이다.

## 현재
현재 지리학은 환경 문제와 GIS의 검토 등 시대의 요구에 맞춰 다양 해지고있다. 또한 경제학이나 사회학, 기상학 등 인접 학문 분야도 기존의 숙련된 방어적인 연구를 넘어 새로운 영역의 개척도 시도되고있어, 지리학도 이러한 여러 분야와의 교류도 빠질 수 없어졌다. 그러나 이러한 움직임은 지리학 자신의 견해와 영역이라는 것의 의미에 대해 생각할 필요가 커지고 있는 것도 의미한다. 현재는 다른 학문과의 연계와 균형 사이에서 지리학은 어떤 주장을 할 수 있는지 검토되고 있는 시기라고 할 수 있다.

## 같이 보기
- 지리학
- 지리
- 지도